# Gussage All Saints
Gussage All Saints è un villaggio e parrocchia civile dell'Inghilterra, appartenente alla contea del Dorset.